# ابتسام هنداوي
ابتسام صالح هنداوي (1946) شاعرة سورية. ولدت في حماة، ودرست فيها حتى نالت الشهادة الثانوية، ثمّ انتسبت إلى جامعة حلب، وتخرّجت بشهادتها مجازةً في اللغة العربية وآدابها عام 1975. عملت مدرّسة في ثانويات حماة، ثمّ في السعودية. لها ديوان شعري بعنوان أحلام الخريف. 

## سيرتها
ولدت ابتسام بنت صالح هنداوي سنة 1366 هـ/ 1946 م في حماة. حصلت على الثانوية فيها ثم انتسبت إلى جامعة حلب، قسم اللغة العربية وتخرجت 1975. عملت مدرسّة في ثانويات حماة، ثم انتقلت إلى السعودية فدرّست في ثانويات مكة تسع سنوات، ثم عادت إلى سوريا لتتابع التدريس في ثانويات حماة. 

كتبت الشعر منذ المرحلة الإعدادية، ولها مشاركات عديدة في أمسيات شعرية بتكليف من اتحاد الكتاب العرب بحماة، ومن المركز الثقافي العربي، ومن نقابة المعلمين.

## مؤلفاتها
من مجموعاتها الشعرية:
- أحلام الخريف

## وصلات خارجية
- في موقع أرشيف المجلات